# Miguel Ángel Laborde
Miguel Ángel Laborde (Lomas de Zamora, 1948) es un químico argentino especializado en la tecnología del hidrógeno. Se desempeñó como presidente del CONICET entre septiembre y diciembre de 2019.

## Biografía
Laborde nació en Lomas de Zamora, provincia de Buenos Aires, en 1948. Se graduó como licenciado en Química en la Universidad Nacional de La Plata y posteriormente como Doctor en Química.
Ingresó como investigador al CONICET en 1978, desempeñándose en el departamento de Ingeniería Química de la Universidad de Buenos Aires.
Durante la última dictadura militar fue detenido junto a su esposa Adriana Calvo de manera ilegal por personal civil armado. Ambos fueron alojados en un centro de torturas durante 90 días, cuando fueron liberados. Laborde testificó en 1985 en el Juicio a las Juntas.
Laborde fue Vicepresidente de Asuntos Tecnológicos del CONICET. También fue miembro del directorio de Y-TEC, la empresa conformada por Conicet e YPF.
El 2 de septiembre de 2019 asumió la presidencia de CONICET tras la renuncia de Alejandro Ceccatto por razones de salud.